# 天道教中央大教堂

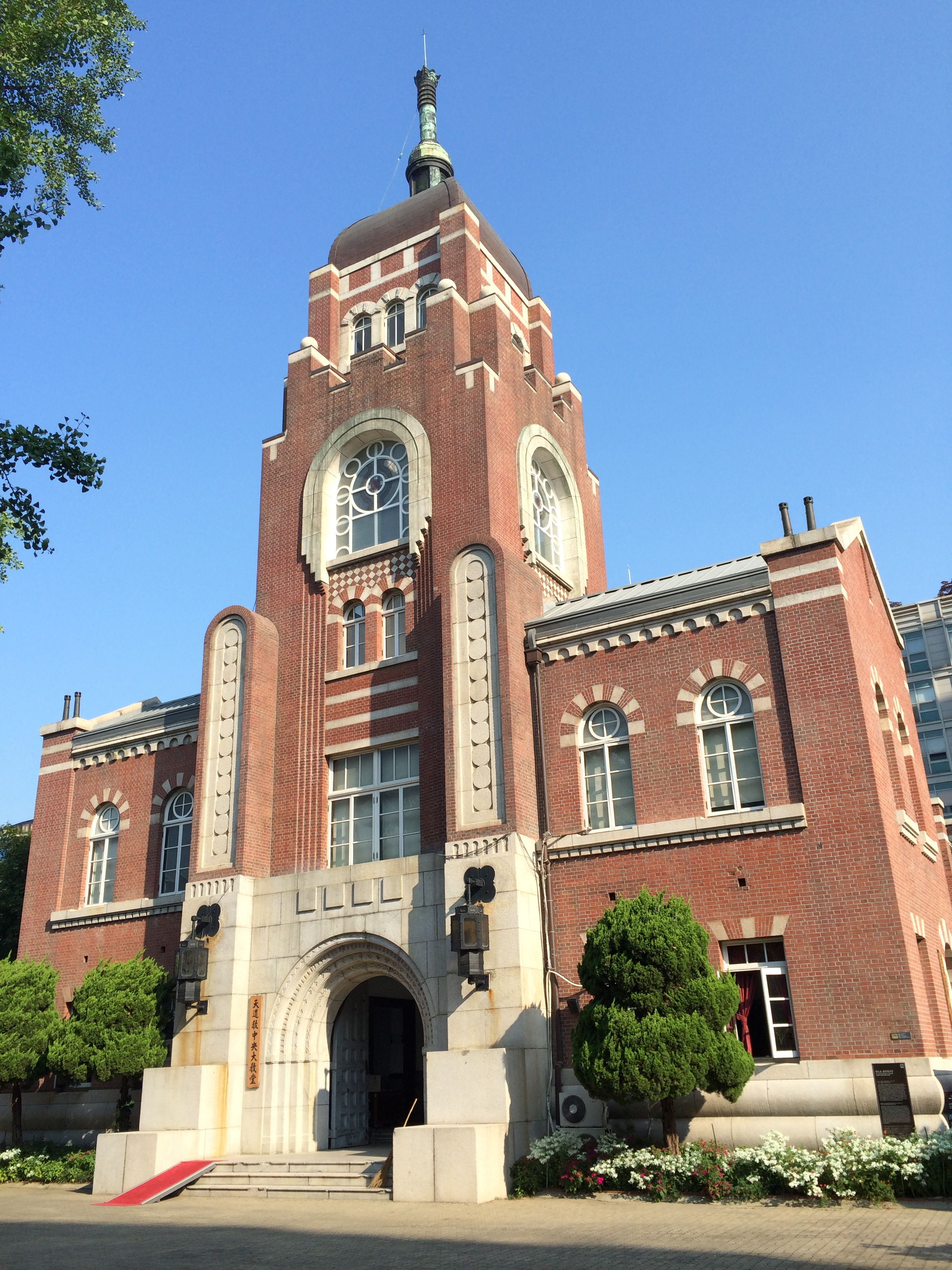
天道教中央大教堂。

天道教中央大教堂（てんどうきょうちゅうおうだいきょうどう、朝鮮語: 천도교중앙대교당）は、韓国の天道教の総本山である、天道教の宗教儀式や各種政治集会、芸術公演などの一般行事が行われる場所である。 ソウル鍾路区慶雲洞にあるこの建物は、ソウル有形文化財第36号に指定されている。日本の植民地時代には明洞聖堂、朝鮮総督府とともに京城 （ソウル）を代表する3大建築物に挙げられた建物だが。赤レンガで古風に建てられた4階建ての建物だ。 第3代教主である孫秉熙 によって建築されることになり、教会信者たちの寄付によって建設された。 建物の設計は日本人の中村與資平が行い、中国人の張時英が施工し、日本人技師の古谷虎市が総監督を務め完工した。

## 歴史
天道教中央大教堂は、1918年4月5日の天道教部区総会で新しい教堂を建てることを決議、この年の12月1日に開基式を行い、1919年7月に着工し、1921年2月に竣工、2月28日に引越し、今日に至っている。 規模は敷地1,824坪、建坪212坪であり、基礎は御影石、壁は赤レンガ、屋根は鉄筋アングルで中間に柱がないように建てられた。そして前面に2階建ての事務室をその上に塔の形のバロック風に高くした。 天道教の第3代教主の孫秉熙は初めて建坪400坪規模の大教堂を計画し、当局に建築許可を申請した。1918年7月、朝鮮総督府は教堂の雄大さと中央に柱がないため危険だという口実をつけ、許可しなかった。 そして半分に減らしてやっと許可を得て1919年春に着工した。総工事費は、信者1戸当たり10ウォンを目標に募金し、約30万ウォンを集めた。 工事期間中、施工者である張時英の拘束と資材購入などで困難を経験した。 石材は昌信洞の石山で採取するのに困難はなかったが、赤レンガの購入に困難があり、天井アングル鉄材は米国から輸入した。 総建築費は22万ウォン(事務室まで27万ウォン)かかり、残りは3·1運動資金として使われた。

## 建築構造
基礎部は御影石で壁は赤レンガでできている。 建物の基礎部には御影石が用いられ、壁には赤レンガが用いられている。 屋根の側面が「人」の字型の切妻造りであるが、鉄筋アングルで中間に柱がないようになっている。 また、前面には2階建てのオフィスが塔の形をしたバロック風になっており、ユニークな姿を見せている。 当時は京城（ソウル）市内の3大建物の一つとして知られており、教会堂の構造と似ているようで全く異なる雰囲気の建物である。 総建坪は927.87平方メートル(280.68坪)で、約800人から1,000人程度収容できる。 中央大教堂の隣には現在、天道教の事務室がある水雲会館がある。